# Affichage à seize segments

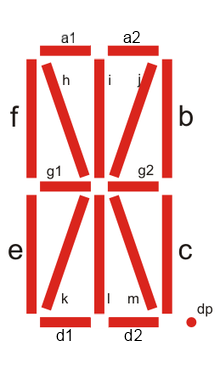
Les différents segments d'un affichage à seize segments.

Les chiffres arabes et les lettres de l'alphabet latin de base ISO sur un afficheur à seize segments.

Un affichage à seize segments (en anglais,  sixteen-segment display) est une technique d'affichage basée sur seize segments qui peuvent être activés ou désactivés en fonction du motif graphique à produire.
Il s'agit d'une extension de l'affichage à sept segments, plus courant. Comparativement à l'affichage à sept segments, l'affichage à seize segments ajoute quatre segments diagonaux et deux segments verticaux et divise les trois segments horizontaux en deux.

## Utilisation
L'affichage à seize segments a été conçu à l'origine pour afficher des caractères alphanumériques (lettres latines et chiffres arabes). Plus tard, il a été utilisé pour afficher les chiffres thaïs et les caractères persans. Des afficheurs non électroniques utilisant ce modèle existaient déjà en 1902.
Avant l'avènement des écrans à affichage à matrice de points bon marché, les écrans à seize et quatorze segments faisaient partie des rares options disponibles pour afficher des caractères alphanumériques sur les calculatrices et les systèmes embarqués. Ils sont encore parfois utilisés sur les magnétoscopes, les autoradios, les fours à micro-ondes, les afficheurs téléphoniques et les machines à sous.
Les afficheurs à seize segments peuvent être basés sur plusieurs technologies, les trois technologies optoélectroniques les plus courantes étant les DEL, les LCD et les VFD. La variante DEL est généralement fabriquée en paquets de caractères simples ou doubles, à combiner selon les besoins de l'application en question ; ils peuvent également être empilés pour construire des affichages multilignes.
Comme dans le cas des affichages à sept et quatorze segments, un point décimal et/ou une virgule peuvent être présents sous la forme d'un segment ou d'une paire de segments supplémentaires ; la virgule (utilisée pour les groupements à trois chiffres ou comme séparateur décimal dans de nombreuses régions) est généralement formée en combinant le point décimal avec un segment en forme d'arc étroitement attaché descendant vers la gauche. De cette façon, un point ou une virgule peut être affiché entre des caractères au lieu d'occuper une position entière à lui seul, ce qui serait le cas si l'on utilisait le segment vertical inférieur central comme point et le segment diagonal inférieur gauche comme virgule.

### Exemples

Affichages à 7, 9, 14 et 16 segments montrés côte à côte.

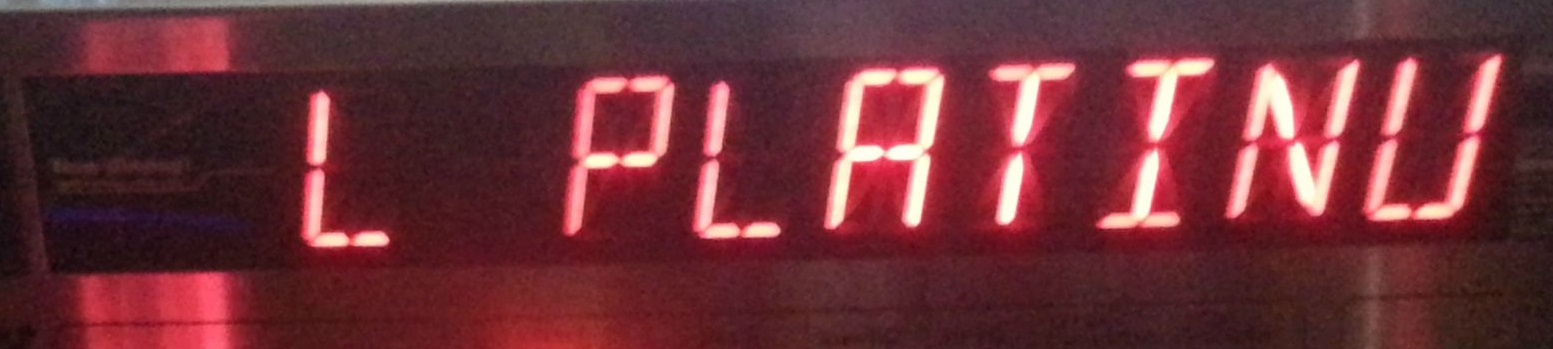
Un affichage à seize segments sur une machine d'arcade Beatmania IIDX.